# ERM
Les proteïnes ERM inclouen les tres proteïnes Ezrin (82KDa), Radixin (80KDa) i Moesin (75KDa), que actuen d'unió entre la membrana plasmàtica i el citoesquelet, regulant l'estructura i la funció de dominis específics de la membrana plasmàtica.
Intervenen en la formació de microvellositats, rugositats en la membrana i unions adherents. S'han relacionat amb el reclutament de proteïnes en punts específics de la membrana plasmàtica com els receptors CD44, CD95 o I-CAM.

## Evolució
Les proteïnes ERM han estat trobades en tots els genomes de metazoos, però no en organismes unicel·lulars. Els tres paràlogs (Ezrin, Radixin i Moesin) són presents en vertebrats, on en altres espècies només es troba un dels tres gens ERM. El genoma de llevat, no codifica cap proteïna amb el domini FERM, però se n'han trobat seqüències semblants en plantes, fongs, i en genomes d'alguns organismes unicel·lulars eucariotes, com ara els coanoflagel·lats, els quals són evolutivament propers als metazoos.

## Domini FERM
Les proteïnes ERM estan incloses en la superfamília de proteïnes Band 4.1. Aquesta superfamília també inclou les proteïnes Merlin, Talin, PTP/H1 i PTP-MEG. Totes les proteïnes de la superfamília Band 4.1 presenten un domini comú anomenat FERM amb un 86 per cent d'identitat.
En les proteïnes ERM el domini FERM es troba a l'extrem N-terminal de la proteïna, seguida d'una hèlix alfa i d'un lloc d'unió a la F-actina (l'actina polimeritzada formant fibres, en contrast dels monòmers d'actina no polimeritzats, anomenats G-actina)